# بيل ديمبسي
بيل ديمبسي (بالإنجليزية: Bill Dempsey)‏ هو لاعب كرة قدم أسترالية أسترالي، ولد في 17 مارس 1942 في Birdum, Northern Territory ‏ في أستراليا.

## وصلات خارجية
- بيل ديمبسي على موقع AustralianFootball.com (الإنجليزية)